# Artur Sarkisov
Artur Sarkisov (en arménien Արթուր Սարկիսով), est un footballeur international arménien, né le 19 janvier 1987 à Grozny. Il évolue au poste d'attaquant.

## Biographie

### International
Le 10 août 2011, il reçoit sa première sélection en équipe d'Arménie, lors du match Lituanie - Arménie au S. Dariaus ir S. Girėno stadionas à Kaunas (3-0). Son premier but arrive à sa deuxième sélection contre la Slovaquie le 6 septembre 2011.

## Statistiques détaillées

### En club
| Saison                | Club                  | Championnat           | Championnat | Championnat | Coupe(s) nationale(s) | Coupe(s) nationale(s) | Compétition(s) continentale(s) | Compétition(s) continentale(s) | Compétition(s) continentale(s) | Sélection | Sélection | Sélection | Total | Total |
| Saison                | Club                  | Division              | M.          | B.          | M.                    | B.                    | Comp.                          | M.                             | B.                             | Équipe    | M.        | B.        | M.    | B.    |
| 2006                  | FK Reutov             | 3                     | 29          | 3           | -                     | -                     | -                              | -                              | -                              | -         | -         | -         | 29    | 3     |
| 2007                  | FK Reutov             | 3                     | 25          | 9           | -                     | -                     | -                              | -                              | -                              | -         | -         | -         | 25    | 9     |
| 2008                  | FK Reutov             | 3                     | 20          | 3           | -                     | -                     | -                              | -                              | -                              | -         | -         | -         | 20    | 3     |
| 2009                  | Lokomotiv-2 Moscou    | 3                     | 17          | 10          | -                     | -                     | -                              | -                              | -                              | -         | -         | -         | 17    | 10    |
| 2010                  | Lokomotiv-2 Moscou    | 3                     | 25          | 21          | 2                     | 0                     | -                              | -                              | -                              | -         | -         | -         | 27    | 21    |
| 2011 - 2012           | Shinnik Yaroslavl     | 2                     | 41          | 8           | 3                     | 1                     | -                              | -                              | -                              | Arménie   | 9         | 2         | 53    | 11    |
| 2012 - 2013           | Volga Nijni Novgorod  | 1                     | 2           | 0           | -                     | -                     | -                              | -                              | -                              | Arménie   | 3         | 1         | 5     | 1     |
| Total sur la carrière | Total sur la carrière | Total sur la carrière | 159         | 54          | 5                     | 1                     | -                              | 0                              | 0                              | 0         | 12        | 3         | 176   | 58    |

### Buts internationaux
| Buts (3) en sélection d'Artur Sarkisov au 23 septembre 2012 | Buts (3) en sélection d'Artur Sarkisov au 23 septembre 2012 | Buts (3) en sélection d'Artur Sarkisov au 23 septembre 2012 | Buts (3) en sélection d'Artur Sarkisov au 23 septembre 2012 | Buts (3) en sélection d'Artur Sarkisov au 23 septembre 2012 | Buts (3) en sélection d'Artur Sarkisov au 23 septembre 2012 | Buts (3) en sélection d'Artur Sarkisov au 23 septembre 2012 |
|                                                             | Date                                                        | Lieu                                                        | Adversaire                                                  | Score                                                       | Résultat                                                    | Compétition                                                 |
| ----------------------------------------------------------- | ----------------------------------------------------------- | ----------------------------------------------------------- | ----------------------------------------------------------- | ----------------------------------------------------------- | ----------------------------------------------------------- | ----------------------------------------------------------- |
| 1.                                                          | 6 septembre 2011                                            | Štadión pod Dubňom, Žilina (Slovaquie)                      | Slovaquie                                                   | 0 - 4                                                       | 0 - 4                                                       | Éliminatoires Euro 2012                                     |
| 2.                                                          | 7 octobre 2011                                              | Stade Hanrapetakan, Erevan (Arménie)                        | Macédoine du Nord                                           | 4 - 1                                                       | 4 - 1                                                       | Éliminatoires Euro 2012                                     |
| 3.                                                          | 7 septembre 2012                                            | Ta' Qali Stadium, Ta' Qali (Malte)                          | Malte                                                       | 0 - 1                                                       | 0 - 1                                                       | Éliminatoires Coupe du monde 2014                           |